# ISO 3166-2:FR
La ISO 3166-2:FR es la norma ISO que define los geocódigos específicos de Francia, es el correspondiente subconjunto de ISO 3166-2. La primera parte de estos códigos es el definido para Francia en la ISO 3166-1 y la segunda parte pueden ser: números (departamentos metropolitanos), una letra (regiones metropolitanas) y dos letras (para el resto).

## Actualizaciones
| Fecha de actualización | Descripción de la modificación |
| ---------------------- | --- |
| 2016-12-07             | Corrección de la subdivisión-madre de FR-02, FR-60, FR-80; reemplazar FR-PDL por FR-HDF |
| 2016-11-15             | Corrección del error de saisie en la OBP como sigue: supresión de la Île Clipperton, Francia metropolitana en el campo del Nombre del territorio Île Clipperton, Francia metropolitana en el campo del Nombre del territorio |
| 2016-11-15             | Modificación de la delimitación de las regiones, disminución de su número de 22 a 13 en Francia metropolitana; modificación de la subdivisión-madre de los departamentos metropolitanos; añadido de las regiones de ultramar FR-GUA, FR-LRE, FR-MAY; modificación de la categoría de subdivisión reemplazar departamento de ultramar por colectividad territorial de ultramar por R-R, FR-MQ; actualización de la Liste Source |
| 2011-12-13             | Retoma de la NL II-2 a propósito de la organización administrativa ultramarina y recolocar en orden alfabético. |
| 2010-02-19             | Añadido del prefijo al primer nivel y recolocar en orden alfabético las ocho colectividades territoriales de ultramar |
| 2007-09-21             | Añadir Saint-Barthélemy, Saint-Martin y la Île Clipperton. |

## Códigos
| Regiones metropolitanas desde 2016 (13) | Regiones metropolitanas desde 2016 (13) |
| --------------------------------------- | --------------------------------------- |
| FR-ARA                                  | Auvernia-Ródano-Alpes                   |
| FR-BFC                                  | Borgoña-Franco Condado                  |
| FR-BRE                                  | Bretaña                                 |
| FR-CVL                                  | Centre-Val de Loire                     |
| FR-COR                                  | Córcega                                 |
| FR-GES                                  | Gran Este                               |
| FR-HDF                                  | Alta Francia (Hauts-de-France)          |
| FR-IDF                                  | Île-de-France                           |
| FR-NOR                                  | Normandía                               |
| FR-NAQ                                  | Nueva Aquitania                         |
| FR-OCC                                  | Occitania                               |
| FR-PDL                                  | Países del Loira                        |
| FR-PAC                                  | Provenza-Alpes-Costa Azul               |

| Regiones metropolitanas antes de 2016 (22) | Regiones metropolitanas antes de 2016 (22) |
| ------------------------------------------ | ------------------------------------------ |
| FR-A                                       | Alsacia                                    |
| FR-B                                       | Aquitania                                  |
| FR-C                                       | Auvernia                                   |
| FR-D                                       | Borgoña                                    |
| FR-E                                       | Bretaña                                    |
| FR-F                                       | Centro                                     |
| FR-G                                       | Champaña-Ardenas                           |
| FR-H                                       | Córcega                                    |
| FR-I                                       | Franco Condado                             |
| FR-J                                       | Isla de Francia                            |
| FR-K                                       | Languedoc-Rosellón                         |
| FR-L                                       | Lemosín                                    |
| FR-M                                       | Lorena                                     |
| FR-N                                       | Mediodía-Pirineos                          |
| FR-O                                       | Norte-Paso de Calais                       |
| FR-P                                       | Baja Normandía                             |
| FR-Q                                       | Alta Normandía                             |
| FR-R                                       | Países del Loira                           |
| FR-S                                       | Picardía                                   |
| FR-T                                       | Poitou-Charentes                           |
| FR-U                                       | Provenza-Alpes-Costa Azul                  |
| FR-V                                       | Ródano-Alpes                               |
| Regiones/Departamentos de Ultramar (4)     |                                            |
| FR-GP                                      | Guadalupe (véase GP)                       |
| FR-GF                                      | Guayana Francesa (véase GF)                |
| FR-MQ                                      | Martinica (véase MQ)                       |
| FR-RE                                      | La Reunión (véase RE)                      |
| Departamentos metropolitanos (96)          |                                            |
| FR-01                                      | Ain (región: V)                            |
| FR-02                                      | Aisne (región: S)                          |
| FR-03                                      | Allier (región: C)                         |
| FR-04                                      | Alpes de Alta Provenza (región:U)          |
| FR-05                                      | Altos Alpes (región:U)                     |
| FR-06                                      | Alpes Marítimos (región:U)                 |
| FR-07                                      | Ardèche (región:V)                         |
| FR-08                                      | Ardenas (región:G)                         |
| FR-09                                      | Ariège (región:N)                          |
| FR-10                                      | Aube (G)                                   |
| FR-11                                      | Aude (K)                                   |
| FR-12                                      | Aveyron (N)                                |
| FR-13                                      | Bocas del Ródano (U)                       |
| FR-14                                      | Calvados (P)                               |
| FR-15                                      | Cantal (C)                                 |
| FR-16                                      | Charente (T)                               |
| FR-17                                      | Charente Marítimo (T)                      |
| FR-18                                      | Cher (F)                                   |
| FR-19                                      | Corrèze (L)                                |
| FR-2A                                      | Córcega del Sur (H)                        |
| FR-2B                                      | Alta Córcega (H)                           |
| FR-21                                      | Côte d'Or (D)                              |
| FR-22                                      | Côtes-d'Armor (E)                          |
| FR-23                                      | Creuse (L)                                 |
| FR-24                                      | Dordoña (B)                                |
| FR-25                                      | Doubs (I)                                  |
| FR-26                                      | Drôme (V)                                  |
| FR-27                                      | Eure (Q)                                   |
| FR-28                                      | Eure y Loir (F)                            |
| FR-29                                      | Finisterre (E)                             |
| FR-30                                      | Gard (K)                                   |
| FR-31                                      | Alto Garona (N)                            |
| FR-32                                      | Gers (N)                                   |
| FR-33                                      | Gironda (B)                                |
| FR-34                                      | Hérault (K)                                |
| FR-35                                      | Ille y Vilaine (E)                         |
| FR-36                                      | Indre (F)                                  |
| FR-37                                      | Indre y Loira (F)                          |
| FR-38                                      | Isère (V)                                  |
| FR-39                                      | Jura (I)                                   |
| FR-40                                      | Landas (B)                                 |
| FR-41                                      | Loir y Cher (F)                            |
| FR-42                                      | Loira (V)                                  |
| FR-43                                      | Alto Loira (C)                             |
| FR-44                                      | Loira Atlántico (R)                        |
| FR-45                                      | Loiret (F)                                 |
| FR-46                                      | Lot (N)                                    |
| FR-47                                      | Lot y Garona (B)                           |
| FR-48                                      | Lozère (K)                                 |
| FR-49                                      | Maine y Loira (R)                          |
| FR-50                                      | La Mancha (P)                              |
| FR-51                                      | Marne (G)                                  |
| FR-52                                      | Alto Marne (G)                             |
| FR-53                                      | Mayenne (R)                                |
| FR-54                                      | Meurthe y Mosela (M)                       |
| FR-55                                      | Mosa (M)                                   |
| FR-56                                      | Morbihan (E)                               |
| FR-57                                      | Mosela (M)                                 |
| FR-58                                      | Nièvre (D)                                 |
| FR-59                                      | Norte (O)                                  |
| FR-60                                      | Oise (S)                                   |
| FR-61                                      | Orne (P)                                   |
| FR-62                                      | Paso de Calais (O)                         |
| FR-63                                      | Puy-de-Dôme (C)                            |
| FR-64                                      | Pirineos Atlánticos (B)                    |
| FR-65                                      | Altos Pirineos (N)                         |
| FR-66                                      | Pirineos Orientales (K)                    |
| FR-67                                      | Bajo Rin (A)                               |
| FR-68                                      | Alto Rin (A)                               |
| FR-69                                      | Ródano (V)                                 |
| FR-70                                      | Alto Saona (I)                             |
| FR-71                                      | Saona y Loira (D)                          |
| FR-72                                      | Sarthe (R)                                 |
| FR-73                                      | Saboya (V)                                 |
| FR-74                                      | Alta Saboya (V)                            |
| FR-75                                      | París (J)                                  |
| FR-76                                      | Sena Marítimo (Q)                          |
| FR-77                                      | Sena y Marne (J)                           |
| FR-78                                      | Yvelines (J)                               |
| FR-79                                      | Deux-Sèvres (T)                            |
| FR-80                                      | Somme (S)                                  |
| FR-81                                      | Tarn (N)                                   |
| FR-82                                      | Tarn y Garona (N)                          |
| FR-83                                      | Var (U)                                    |
| FR-84                                      | Vaucluse (U)                               |
| FR-85                                      | Vendée (R)                                 |
| FR-86                                      | Vienne (T)                                 |
| FR-87                                      | Alto Vienne (L)                            |
| FR-88                                      | Vosgos (M)                                 |
| FR-89                                      | Yonne (D)                                  |
| FR-90                                      | Territorio de Belfort (I)                  |
| FR-91                                      | Essonne (J)                                |
| FR-92                                      | Altos del Sena (J)                         |
| FR-93                                      | Sena-San Denis (J)                         |
| FR-94                                      | Valle del Marne (J)                        |
| FR-95                                      | Valle del Oise (J)                         |
| Colectividades de Ultramar (2)             |                                            |
| FR-PM                                      | San Pedro y Miquelón (véase PM)            |
| FR-YT                                      | Mayotte (véase YT                          |
| Territorios de Ultramar (4)                |                                            |
| FR-NC                                      | Nueva Caledonia (véase NC)                 |
| FR-PF                                      | Polinesia Francesa (véase PF)              |
| FR-TF                                      | Territorios Australes Franceses (véase TF) |
| FR-WF                                      | Wallis y Futuna (véase WF)                 |

Nota: desde que se publicó en 2002 el estatus de algunos Territorios de Ultramar ha cambiado, Polinesia Francesa pasó a ser colectividad de Ultramar en 2004, Wallis y Futuna en 2003; Nueva Caledonia en 1999 pasó a ser colectividad sui géneris.